# إعادة تكرار الحمض النووي
إن إعادة تكرار الحمض النووي (أو ببساطة إعادة الانتشـار) هو حدث غير مرغوب فيه ، وربما مميت في الخلايا حقيقية النواة حيث يتم تكرار الجينوم أكثر من مرة واحدة في كل دورة خلية.
من المعتقد أن يؤدي عدم الانتظام إلى عدم الاستقرار الجينومي وتورط في أمراض مجموعة متنوعة من السرطانات البشرية.
من أجل منع التكاثر ، طورت الخلايا حقيقية النواة آليات متعددة ومتداخلة لتثبيط الحمض النووي الكروموسومي ، من أن يتم بشكل جزئي أو كامل في دورة خلية معينة.
تعتمد آليات التحكم هذه على نشاط كيناز (CDK) .  
تعاون آليات التحكم في النسخ المتماثل للحامض النووي (DNA) لمنع إعادة تمثيل أصول التكرار وتفعيل نقاط التفتيش لتلف الخلايا و حمض نووي ريبوزي منقوص الأكسجين .
يجب تنظيم تنظيم الحمض النووي بشكل صارم لضمان نقل المعلومات الجينومية بأمانة من خلال الأجيال المتعاقبة.